# Кокс, Уильям Раффин
Уильям Раффин Кокс (англ. William Ruffin Cox) (11 марта 1832 — 26 декабря 1919) — американский военный и политик штата Северная Каролина. Бригадный генерал армии Конфедерации в годы гражданской войны, член палаты представителей США с 1881 по 1887 год, секретарь Сената с 1893 по 1900 год.

## Ранние годы
Уильям Кокс родился в городке Скотланд-Нэк в округе Галифакс, штат Северная Каролина, в аристократической семье, которая жила в Северной Каролине с колониальных времён. Его отец умер, когда Уильяму было всего 4 года. Его родные переселились в Нэшвилл, Теннесси, где Уильям в итоге рос и учился. Он окончил Франклин-Колледж в городе Франклин, и так же учился в Юридической школе в Лебаноне. Получив доступ к юридической практике Кокс начал успешную карьеру юриста.

## Гражданская война
После сецессии Северной Каролины и начала гражданской войны Кокс собрал и снарядил роту, известную как «Ellis Artillery Company». Губернатор Эллис назначил его майором 2-го Северокаролинского пехотного полка. Кокс участвовал в сражении при Энтитеме, где погиб полковник Тью, место которого занял подполковник Бинам, тем самым освободив место, которое перешло к Коксу. Вскоре Бинам подал в отставку и Кокс принял командование 2-м Северокаролинским полком. В марте 1863 года ему было присвоено звание полковника. В составе бригады Рамсера полк участвовал в сражении при Чанселорсвилле. Кокс получил несколько ранений, но остался на поле боя, пока окончательно не лишился сил и был доставлен в госпиталь.
Из-за ранений Кокс пропустил геттисбергскую кампанию и вернулся в строй только в конце 1863 года. Он временно командовал бригадой Рамсера, когда Рамсер отсутствовал из-за свадьбы. В это время он был ранен в лицо и правое плечо 7 ноября во время сражения при Келлис-Форд. Он был направлен в госпиталь в Ричмонде, выбыв из строя на 40 дней.
Он хорошо проявил себя в сражениях в Глуши и при Спосильвейни, так что на него лично обратил внимание генерал Ли. Чрез несколько дней в ходе сражения при Колд-Харбор, был ранен полковник Тайлер Беннет, командир северокаролинской бригадой Рамсера, и Коксу передали эту бригаду, несмотря на то, что были офицеры, выше его по званию. Бригада имела следующий вид:
- 2-й Северокаролинский пехотный полк
- 4-й Северокаролинский пехотный полк
- 14-й Северокаролинский пехотный полк
- 30-й Северокаролинский пехотный полк
- 1-й Северокаролинский пехотный полк
- 3-й Северокаролинский пехотный полк

(1-й и 3-й северокаролинские были переданы Коксу из остатков бригады Стюарта)
Вскоре после этого он принял участие в кампании генерала Эрли в долине Шенандоа. Кокс хорошо проявил себя в сражении при Монокаси.
В декабре 1864 года бригада Кокс вернулась в состав Северовирджинской армии, и в начале 1865 года участвовала в обороне Петерсберга, находясь в составе дивизии Брайана Граймса. Бригада участвовала в неудачной атаке форта Стедман в марте 1865 года. После сдачи Петерсберга бригада отступала к Аппоматоксу и 9 апреля участвовала в финальной атаке у Аппомматокс-Кортхаус.

## Послевоенная деятельность
После войны Кокс вернулся к юридической практике в Роли, а также стал президентом Чэтамской Железной дороги. Шесть лет он был солиситором метрополии Роли, а с 1874 по 1877 год являлся председателем северокаролинской демократической партии. В январе 1877 он стал судьёй при 6-м юридическом дистрикте. В 1880 году у Кокса умерла жена. Вскоре он был избран в Конгресс США, где есть лет прослужил представителем от Северной Каролины.
В 1893 году он женился повторно, вернулся на плантацию в округе Эджкомб, но в том же году был назначен секретарём сената США.
Он умер в 1919 году. К этому времени он был одним из последних живых генералов армии Конфедерации. Кокса похоронили на кладбище Оаквуд в Роли.